# Шиштаровац (Арад)
Шиштаровац (рум. Şiştarovăţ) насеље је у Румунији у округу Арад у општини Шиштаровац. Oпштина се налази на надморској висини од 206 m.

## Прошлост
Аустријски царски ревизор Ерлер је 1774. године констатовао да место припада Липовском округу и дистрикту. Становништво је било претежно влашко. У месту су 1797. године пописана три православна свештеника. Димитрије Михајловић (1874) парох и намесник говорио је српским и румунским језиком, а остала двојица Јован Поповић (1780) парох и Петар Савловић (1796) ђакон знали су само румунски језик.

## Становништво
Према подацима из 2002. године у насељу је живело 383 становника.

### Попис2002.
| Расподела становништва по националности 2002.‍ | Расподела становништва по националности 2002.‍ | Расподела становништва по националности 2002.‍ | Расподела становништва по националности 2002.‍ | Расподела становништва по националности 2002.‍ |
| --------------------------------------------- | --------------------------------------------- | --------------------------------------------- | --------------------------------------------- | --------------------------------------------- |
|                                               |                                               |                                               |                                               |                                               |
| Румуни                                        | Румуни                                        |                                               | 362                                           | 95,3%                                         |
| Мађари                                        | Мађари                                        |                                               | 4                                             | 1,1%                                          |
| Роми                                          | Роми                                          |                                               | 11                                            | 2,9%                                          |
| Словаци                                       | Словаци                                       |                                               | 3                                             | 0,8%                                          |

### Хронологија
| Година       | 1992 | 1993 | 1994 | 1995 | 1996 | 1997 | 1998 | 1999 | 2000 | 2001 | 2002 | 2003 | 2004 | 2005 | 2006 | 2007 | 2008 | 2009 | 2010 | 2011 | 2012 | 2013 | 2014 | 2015 | 2016 | 2017 |
| ------------ | ---- | ---- | ---- | ---- | ---- | ---- | ---- | ---- | ---- | ---- | ---- | ---- | ---- | ---- | ---- | ---- | ---- | ---- | ---- | ---- | ---- | ---- | ---- | ---- | ---- | ---- |
| Становништво | 361  | 346  | 338  | 328  | 302  | 294  | 300  | 299  | 306  | 303  | 301  | 308  | 320  | 319  | 314  | 309  | 317  | 319  | 320  | 324  | 320  | 322  | 331  | 331  | 324  | 320  |